# 雷明登8半自動步槍
雷明登8半自動步槍（英語：Remington Model 8）是一款由约翰·勃朗宁所設計，並且由雷明登武器公司所生產的半自動步槍，在1905年以雷明登自動裝填步槍（Remington Autoloading Rifle）推出，但在1911年更名為雷明登8，發射多種口徑的步枪子彈。

## 歷史
1900年10月16日，約翰·白朗寧獲授予該步槍的美國專利第659,786號 （页面存档备份，存于），然後將其出售給雷明登。在美國境外，這款步槍是由比利時列日市的埃斯塔勒国营工厂所生產，並且以FN白朗寧1900的命名銷售。
根據雷明登與埃斯塔勒之間的協議，雷明登8將會在美國銷售，而FN 1900則是在其他地方銷售。儘管有著更龐大的市場，FN 1900主要銷售給西歐和加拿大的獵人。由於自動裝填步槍具有新穎但未經驗證的特性性質，因此FN 1900的銷售水平從未達到雷明登8的水平。專門介紹步槍的網站，偉大的Model 8的網主卡梅倫·伍德（Cameron Woodall）認為，這可能是由於難以說服歐洲獵人將錢花費在很少有人見過的昂貴步槍以上。由於銷售疲軟，FN 1900只生產了4,913把；相比之下，雷明登8生產了超過80,000把。

## 設計與功能
雷明登8步槍是在美國向民間市場銷售、而且第一款獲得商業上成功的半自動步槍。
該步槍為長行程後座式操作，並且採用了轉拴式槍栓頭。擊發以後，槍管和槍栓仍然在一併閉鎖以下，在機匣以內向後運動並且壓縮兩根反沖彈簧。然後，將槍栓保持在原位，同時通過其中一根彈簧使得槍管向前復進，從而讓該步槍抽殼與拋殼。槍管歸位以後，第二根彈簧會使得槍栓向前復進；這樣一來，它還會從彈匣中抽出一發新的彈藥並且將其裝入膛室。雷明登8裝有固定的5發式彈匣和槍栓保持開放裝置，該裝置會在彈匣清光以後激活。該步槍亦是可分解式設計，這意味著槍管和機匣無需工具即可輕鬆分解，從而可以較小的包裝箱運送步槍。
雷明登為8步槍製有四種當時而言新型的口徑：.25雷明登、.30雷明登、.32雷明登和
.35雷明登。這些彈藥為無緣式設計，可從彈匣可靠地進行供彈。雷明登8步槍提供了五種表面處理的等級（標準、特殊、無比、專家和卓越）並且是有史以來（自1906年）第一款商業化、真正可靠的高威力半自動步槍。

## 使用
雷明登8步槍的主要市場是運動狩獵。雷明登8亦曾被用作警用槍械，並且進行了修改，以使用可拆卸的增加容量彈匣，以及其他更改。儘管被認為它並沒有被用於第一次世界大战當中，但它亦被法国空军少量使用過。它是著名的德克萨斯州騎警司弗蘭克·哈默爾所選用的步槍。哈默的步槍是定制型.35口徑雷明登8步槍，從得克薩斯州奧斯汀的Petmeckey體育用品店所購入，裝有特別訂購的15發彈匣。運到他手中的槍械序列號為10045，這只是在伏擊克萊德·巴羅和邦妮·帕克的過程中所使用的至少兩枝雷明登8之一。該步槍被修改為裝上了通過位於密蘇里州聖約瑟夫的和平官裝備公司獲得的“純警用”型20發彈匣。

## 衍生型

### 雷明登81 Woodsmaster
1936年，雷明登放棄了8步槍，並且推出由昌西·C·魯米斯所改進的雷明登81 Woodsmaster。雷明登81提供了.300薩維奇口徑，而少量的雷明登81被製為.25雷明登以後，該口徑就被捨棄掉。此外，雷明登還提供了標準（81A）、特殊（81B）、無比（81D）、專家（81E）和卓越（81F）等級的產品。联邦调查局針對1933年發生的堪薩斯城大屠殺，而為每個分局採購了一定數量的.30雷明登和.35雷明登口徑雷明登81步槍。1950年，雷明登81停止生產。

## 資料來源
1. 1 2 3 4  . Remington Arms.   [26 December 2012]. （原始内容存档于20 May 2013）.
2. 1 2  . Remington Arms.   [26 December 2012]. （原始内容存档于4 January 2013）.
3. 1 2 3  Herring, Hal. . TwoDot. 2008: 224. ISBN 0-7627-4508-8.
4. 1 2  Gilbert, Glenn. . American Rifleman.   [29 December 2012]. （原始内容存档于2016-03-04）.
5. 1 2 3 4 5  Woodall, Cameron. . The Great Model 8 & 81.   [30 December 2012]. （原始内容存档于2020-02-20）.
6. 1 2  Shideler, Dan. . Iola, Wisconsin: Krause Publications. 14 March 2008: 112. ISBN 1-4402-2699-7.[]
7. ↑  Wood, J B. . Iola, Wisconsin: Krause Publications. 1 December 2003: 276–277. ISBN 1-4402-2648-2.[]
8. 1 2  Guns and Ammo （页面存档备份，存于）, July 2007
9. ↑  [http://thegreatmodel8.remingtonsociety.com/?page_id=1562 （页面存档备份，存于） The Great Model 8 & 81 » F.N. 1900
10. ↑  .   [2020-06-01]. （原始内容存档于2020-02-15）.
11. ↑  Vanderpool, Bill "Bring Enough Gun" American Rifleman（英语：American Rifleman） October 2013 pp.80-85&115-116

## 外部連結
- （英文）—History of Model 8 & Model 81 （页面存档备份，存于）